# Mine Zapolyarny
 (mars 2025).
La mine Zapolyarny est une grande mine de cuivre située au centre de la Russie dans le kraï de Krasnoïarsk. Zapolyarny représente l'une des plus grandes réserves de cuivre en Russie et dans le monde avec des réserves estimées à 912,7 kilotonnes de minerai titrant 0,62% de cuivre. 